# 紫光西部数据
紫光西部数据有限公司是紫光股份和西部数据成立的合资公司，位于南京市秦淮高新技术园区。

## 历史
- 2015年9月，紫光股份计划收购西部数据15%股权，成为其第一大股东，并成立合资公司。美国海外投资委员会介入审查后，2016年2月紫光取消收购，但成立合资公司未受影响[1]。
- 2016年3月28日，紫光西数公司成立，总部位于南京市秦淮高新技术园区内，市场及销售总部位于北京。总投资额为3亿美元， 注册资金为1.58亿美元。其中，紫光股份出资8058万美元，持股51%，西部数据出资7742万美元，持股49%[1]。
- 9月8日，紫光西数公司在南京市秦淮高新技术园区正式揭牌[1]。
- 截止到2017年第三季度，紫光西部数据在对象存储市场占有率达到16.3%，成为中国市场第二大厂商[2]。